# Хинамацури
Хинамацури (яп. 雛祭り), по-русски Праздник девочек или Праздник кукол, один из главных праздников в Японии, который отмечается 3 марта. Также этот праздник известен под названиями Праздник первого дня змеи (яп.  Дзёси-но сэкку) и Праздник цветения персика (яп. 桃の節句 Момо-но сэкку).

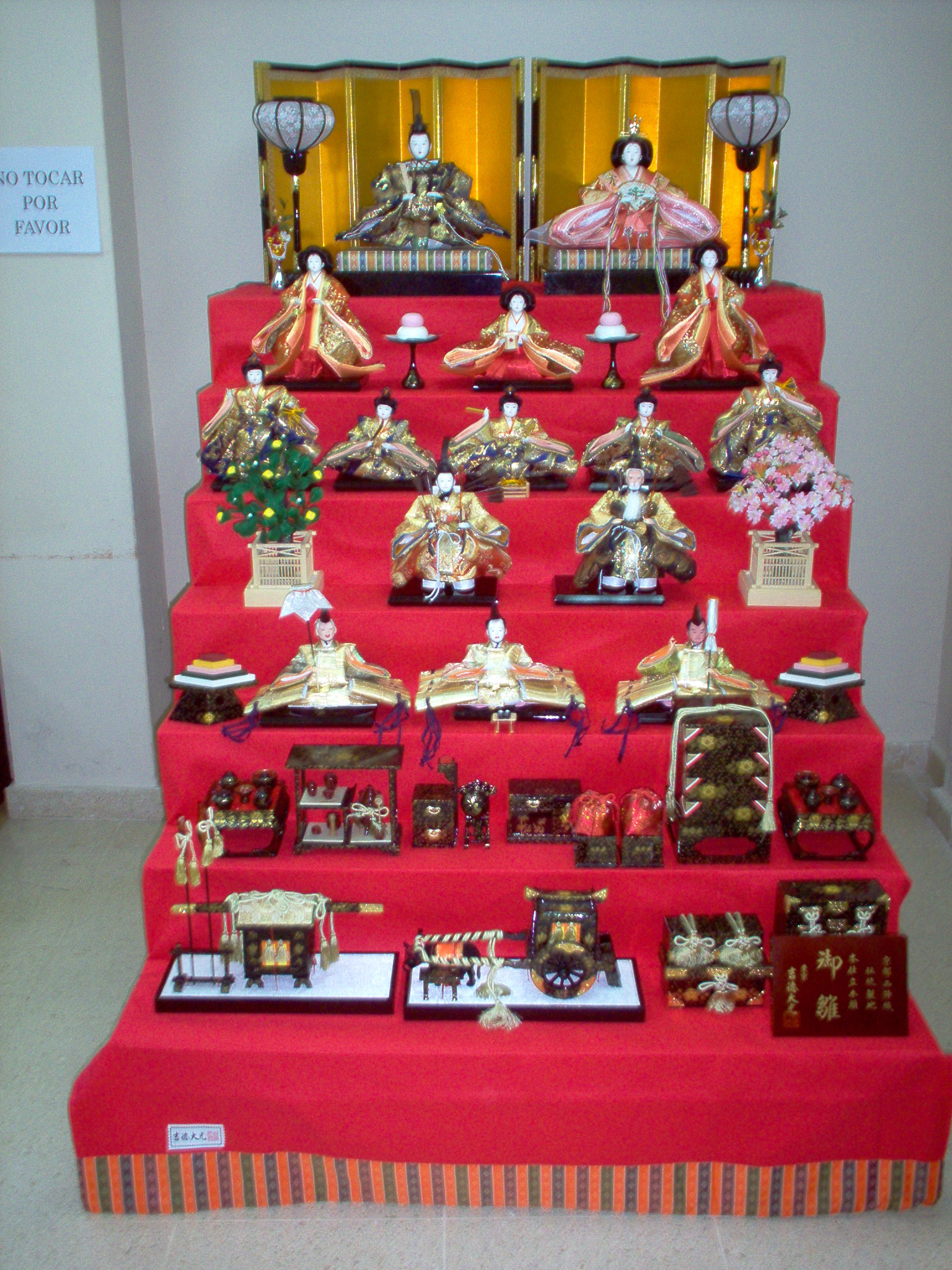
Семиярусная подставка хинакадзари с коллекцией кукол хина нингё

В этот день семьи, в которых есть девочки, выставляют на всеобщее обозрение особых кукол, называемых хина нингё (яп. 雛人形), которые устанавливают на похожую на лестницу многоярусную подставку хинакадзари (яп. 雛飾り).
Хинакадзари обычно имеет три, пять или семь ярусов, покрыта тканью красного цвета и часто украшается лепестками цветов персика; комната, где установлены куклы, украшается при помощи шаров из искусственных лепестков вишни и мандаринового дерева. Украшения и необходимые принадлежности для Хинамацури приобретаются на специальных ярмарках Хина-но ити (яп. 雛の市, буквально «кукольный базар»). Хина-но ити проходят в феврале и являются хорошей возможностью встретиться и пообщаться с друзьями и знакомыми.
Девочки надевают нарядные кимоно с цветочным рисунком, ходят в гости, дарят друг другу подарки, едят различные сладости, например хиси моти (яп. 菱餅), хина арарэ — особые пышные сладости, изготовленные из риса и покрытые сладкой патокой, различное печенье, пьют сиродзакэ (яп. 白酒) — белое, сладкое, слабоалкогольное сакэ. Во время праздника девочки должны соблюдать правила хорошего тона, таким образом, традиционно Хинамацури служит целям воспитания девочек и позволяет их родителям продемонстрировать гостям, что их дочери хорошо воспитаны и владеют правилами этикета.

## Размещение кукол

### Первый ярус

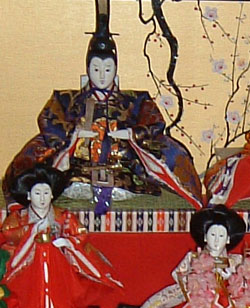
Кукла Императора, ниже ярусом две куклы придворных дам

На первом ярусе хинакадзари, на самом верху располагаются куклы о-дайри-сама (яп. お内裏さま) — Император и о-хина-сама (яп. お雛さま) — Императрица. Это самые дорогие и красивые куклы в коллекции, на них надета парадная, шёлковая или парчовая одежда, причём кукла Императрицы наряжена в двенадцать кимоно, надетых друг на друга. По обеим сторонам от кукол ставят фонарики, а в середине — поднос со священным деревом, украшенным бумажными фестонами.

### Второй ярус
На этот ярус помещают три куклы придворных дам  (яп. 三人官女 Сан-нин кандзё), держащих принадлежности для разливания сакэ.

### Третий ярус
Здесь располагаются пять кукол-музыкантов  (яп. 五人囃し Го-нин баяси), играющих старинную японскую музыку  (яп. 雅楽 гагаку). В руках каждый музыкант держит либо флейту, либо барабан, за исключением одного — певца, который держит веер.

### Остальные
По бокам четвёртого яруса иногда располагают две фигурки министров  (яп. 大臣 Дайдзин), также на четвёртом и пятом ярусах выставляют фигурки других сановников, телохранителей, слуг. На шестом и седьмом ярусе размещают игрушечную мебель, инструменты, шкатулки и тому подобные изделия.

## История праздника

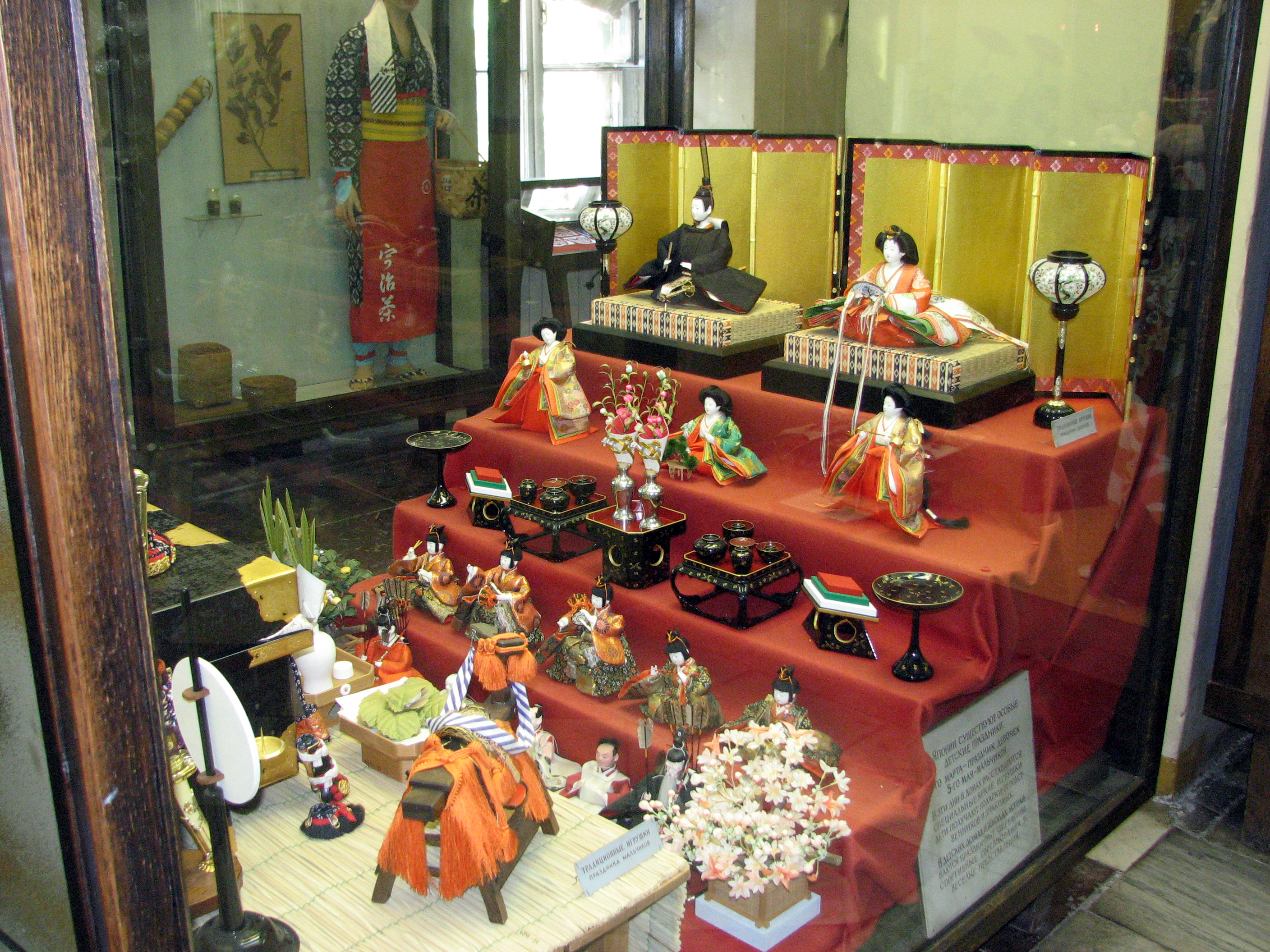
Коллекция кукол хина нингё в Кунсткамере (Санкт-Петербург)

История этого праздника насчитывает более тысячи лет. В древности в «третий день третьей луны» или «день змеи» японцы совершали магический обряд хина-окури, спуская по реке особых бумажных «кукол, спускаемых по реке» (яп. 流し雛 нагаси бина). По поверью, эти куклы, плывущие в маленьких плетёных корзинках, уносили с собой все болезни и несчастья, вместе со злыми духами, которые их вызывали. Этот древний обряд, который обычно совершали женщины и девушки, в настоящее время сохранился лишь в очень немногих местах, например в префектуре Тоттори.
Ритуал постепенно объединился с популярным детским развлечением  (яп. 雛あそび хина-асоби), то есть с игрой в бумажные куклы и к концу эпохи Эдо, куклы хина нингё обрели своё название и современный вид.
Постепенно набирая популярность, со второй четверти XVIII века Хинамацури стал национальным праздником, как считается, во многом благодаря тому, что восьмой сёгун династии Токугава — Ёсимунэ, имел много дочерей. Праздник, праздновавшийся в начале лишь при императорском дворе и в знатных домах, впоследствии получил повсеместное распространение.